# Komoot
Komoot (Eigenschreibweise: komoot, Aussprache [kɔˈmoːt]) ist ein Routenplaner sowie eine Navigations-App, ein Tourenverzeichnis und ein soziales Netzwerk für Outdoor-Aktivitäten. Es richtet sich im Speziellen an Radfahrer, Wanderer, Mountainbiker, Gravelbiker und Rennradfahrer. Der Dienst ist über eine Website, eine Android- und iOS-App sowie zahlreiche Integrationen (z. B. Garmin, Apple Watch und GPS-Fahrradcomputern der Firma Wahoo) nutzbar.
Grundfunktionen von komoot sind bislang kostenlos, ebenso wie das Kartenmaterial für die erste Region. Weitere Regionen sind kostenpflichtig. Erweiterte Funktionen, wie die Planung von Mehrtagestouren oder sportspezifische Karten, werden in einem Abo-Modell angeboten. Neben der eigenen Planung von Touren stellt komoot in einer Datenbank auch die veröffentlichten Touren von weiteren Nutzern dar, die neben einer Routenbeschreibung Bilder hinzufügen können. Damit bietet der Betreiber neben der Routenplanungs- und Navigationsfunktion auch die Plattform für eine Online-Community, auf der Routen und besondere Orte („Highlights“) geteilt, bewertet und kommentiert werden können.

## Geschichte
Der Name komoot ist der Kleinwalsertaler Mundart entlehnt und bedeutet dort praktisch, hilfreich und einfach; vgl. hierzu auch kommod. Er soll einerseits Bezug auf die Herkunft der Gründer sein, anderseits spiegelt sich die Mission wider, einen hilfreichen Unterstützer für unterwegs zu entwickeln. Die Ähnlichkeit in der Aussprache zum englischen commute („pendeln“) ist nur zufällig.

### Anfangszeit ab dem Jahr 2010
Das Unternehmen wurde 2010 von sechs Personen aus Deutschland und Österreich mit Unterstützung verschiedener Risikokapitalgeber wie in diesem Fall u. a. das Bundesland Brandenburg gegründet und war mit seinen Firmensitz seit seiner Gründung in Potsdam ansässig. Das Unternehmen galt nicht nur in der Gründerszene als ein geschäftlich erfolgreiches Start-up-Unternehmen. Im Jahr 2021 zählte Komoot bei sich 20 Millionen registrierte Nutzer, ohne nähere Angabe, wie hoch dabei die Quote der Nutzer mit abgeschlossenem Zahlungs-Abo ausfiel. In der besonderen Situation der Zeit der COVID-19-Pandemie verzeichnete die Routenplaner-Plattform einen hohen Kundenzulauf.

### Neue Eigentümer ab März 2025
Anfang 2025 beschäftigte das Unternehmen etwa 150 Mitarbeiter. Im März 2025 wurde Komoot dann für Mitarbeiter und Kunden überraschend von dem mailändischen Unternehmen Bending Spoons übernommen. Nach Angaben der WirtschaftsWoche sei das Unternehmen für 300 Millionen Euro übernommen worden. Der neue Eigentümer entließ kurz darauf den Großteil der ursprünglichen Mitarbeiter.

## Funktionalitäten

### Eigenschaften der Software
Die Software von Komoot bietet die Möglichkeit, Touren vorab auf dem PC oder Smartphone zu planen. Dabei kann ausgewählt werden, auf welche Weise die Tour bewältigt werden soll: Bergtour, Wandern, Laufen, Fahrrad, Rennrad, Mountainbike, Gravelbike oder MTB-Enduro. Bei den Varianten mit dem Rad kann zusätzlich eingestellt werden, ob die Touren mit einem E-Bike erfolgen. Mit dem hinterlegten Kartenmaterial, welches vorwiegend von OpenStreetMap stammt, gibt komoot einen Routenvorschlag vor, der anschließend individuell angepasst werden kann. Die Software generiert neben einem Streckenverlauf auch ein Höhenprofil, prognostiziert gemäß den gewählten Parametern die Dauer der Tour und stellt die Daten im GPX-Format zur Weiterverwendung für GPS-gestützte Navigationsgeräte zur Verfügung. Zudem verfügen die komoot-Apps für Smartphones über eine Sprachnavigation.

### Weiteres
Neben den Ausgaben auf Deutsch und Englisch gibt es komoot seit 2019 auch in Französisch und seit 2020 in Niederländisch.
Über die Funktionalitäten für private Nutzer hinaus richtet sich komoot mit einem Partnerprogramm auch an Touristikanbieter. Diese können über ein Anzeigenprogramm Sichtbarkeit auf der Startseite des Nutzers buchen.